# 马德里加莱霍
马德里加莱霍，是西班牙埃斯特雷马杜拉卡塞雷斯省的一个市镇。总面积101平方公里，总人口2115人（2001年），人口密度21人/平方公里。